# Pat Sansone

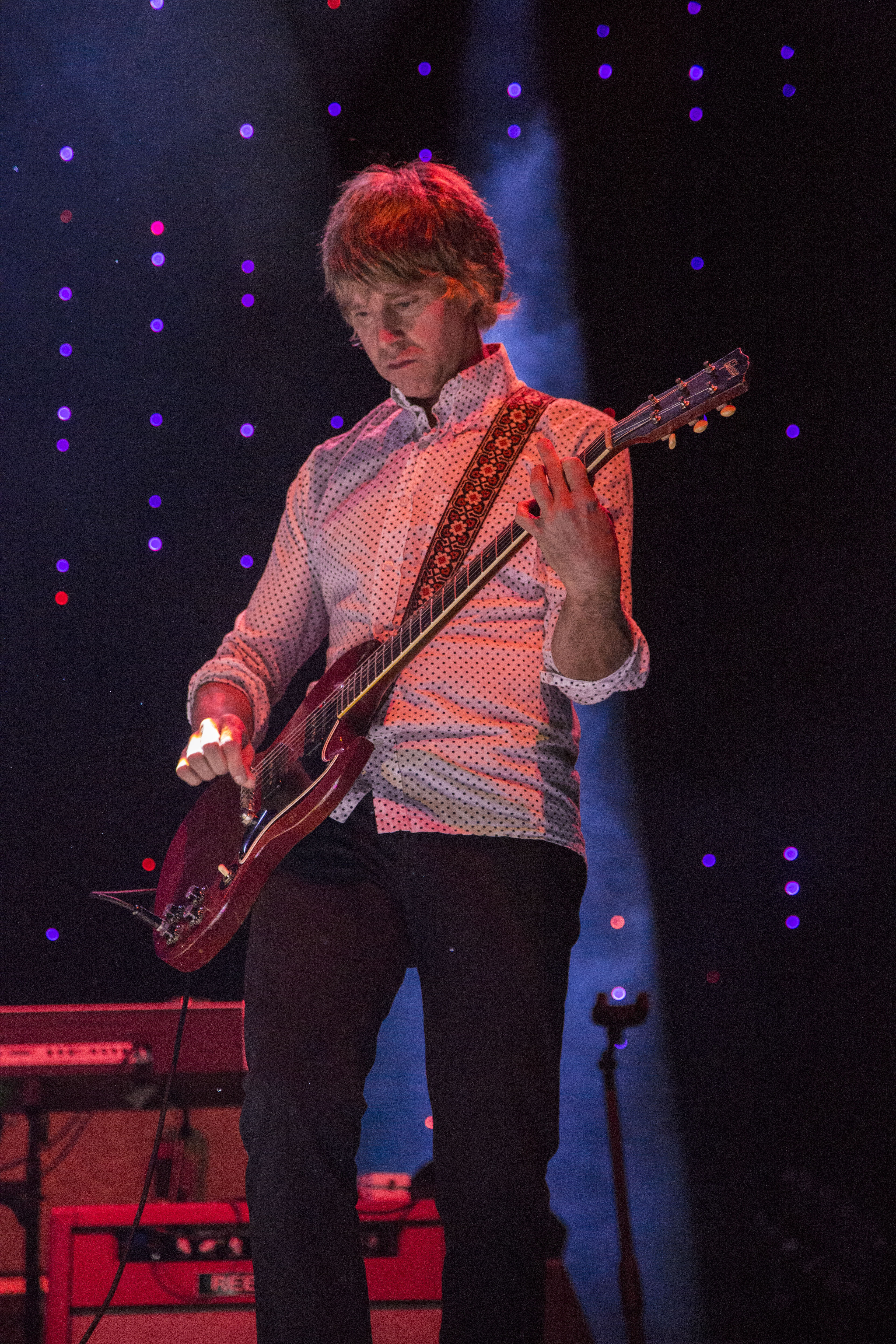
Pat Samsone 2015

Pat Sansone, född 21 juni 1969 i Meridian, Mississippi, är en amerikansk musiker, verksam i banden Wilco och The Autumn Defense.